# Ingrid Luche
Pour les articles homonymes, voir Luche.
Ingrid Luche est une artiste plasticienne française née en 1971 à Antibes. Elle vit à Paris. 
Depuis ses études à l'ÉPIAR, Villa Arson à Nice (DNSEP en 1994), elle développe notamment une recherche sur la perception sensible de l'architecture et des espaces communs et sa restitution par le biais de sculptures, photographies ou installations en situation. Les œuvres d'Ingrid Luche semblent plus propices à une définition négative : ni complètement autonomes (leurs présentations et accrochages sont spécifiques à chaque lieu), ni complètement in situ (leurs formes ne changent pas), ni totalement sculpturales (elles ont des fonctionnalités paradoxales, en particulier avec le facteur lumière). Elles sont porteuses d'un fort coefficient psychique ou émotionnel. L'expérience des expositions d'Ingrid Luche relève alors à la fois du déjà-vu et de l'inédit.
Son travail a bénéficié de nombreuses expositions notamment à Air de Paris, Paris (2019, 2015, 2011, 2007), à la galerie Ghebaly, Los Angeles (2018), au Musée d’Art moderne de la Ville de Paris (2017, 1994), au MAMCO, Genève (2000), à la Triennale de Beaufort, Ostende (2015), au Von-der-Heydt-Museum, Wuppertal (2014), à Vent des Forêts, Fresnes-au-Mont (2013), au Transpalette, Bourges (2006), au Confort Moderne, Poitiers (2014, 2011, 2005), à La Salle de Bains, Lyon (2003), à Osl Kunsthall, Oslo (2002), à la BF15, Lyon (2001), au CNAP Villa Arson, Nice (1997, 1995), à l’A.R.C., Musée d’Art Moderne de la Ville de Paris (1994).
Ses œuvres font partie de nombreuses collections publiques et privées. 
Ingrid Luche est représentée par la galerie Air de Paris.
Elle enseigne à l'École Nationale Supérieure d'Art de Bourges.

## Expositions récentes

### Expositions personnelles (sélection )
2021
- Whileaway, Véranda de la Villa du parc, Annemasse.

2019 
- They kill you with cotton, Air de Paris, Paris.

2018 
- They can’t live without it. We can., Ghebaly Gallery, Los Angeles, USA. Partenariat avec Air de Paris, Paris. Nouvelle aide à la présence d’un artiste français dans une galerie étrangère du CPGA-DGCA.

2015
- Air de Paris, Paris.

2014
- 25/25/25, Von-der-Heydt-Museum, Wuppertal, Allemagne.
- Anomalie temporelle, Amnésie temporaire, AXENEO7, Gatineau, Canada.

2013
- Le Tortueux, in Le Vent des Fôrets, Fresnes-au-Mont.

2011
- Le Lapin Turquoise, Air de Paris, Paris.
- Ailleurs, Le Rutebeuf, Clichy-la-Garenne.
- Le Lapin Turquoise, La Station (dans le cadre de la manifestation L'Art contemporain et la côte d'Azur - Un territoire pour l'expérimentation, 1951-2011), Nice.

2007
- La nuit américaine, Air de Paris, Paris

2006
- BLUE (avec la participation de Laetitia Benat et Brice Dellsperger), Le Transpalette, Bourges.

### Expositions collectives (sélection)
2020
- Persona Everyware, commissariat Anne-Lou Vicente et Raphaël Brunel, Le Lait, Albi.

2019
- Bertfalhe, 40mcube, Rennes.
- Syncopes et Extases. Vertiges du temps, Frac Franche-Comté, Besançon.
- Antinymphe, Galerie Expérimentale du CCC OD, Tours.

2018
- De fils ou de fibres, Abbaye St André - CAC, Meymac.

2017
- Medusa, Bijoux et tabous, Musée d’Art moderne de la Ville de Paris, mai.
- Poïpoï, Collection J & F Merino, Nouveau Musée National de Monaco, février.

2016
- Run Run Run, avec Nicolas H. Muller [ LM ], La Station à La Villa Arson, Nice, octobre.

2015
- Et nous voici plus bas et plus haut que jamais (cur. Vincent Romagny), Chiso Bldg, Tokyo, Japon.
- To call a cat a cat, commissariat Michaël Sellam, Salon du Salon #7 - 7e édition, Marseille
- Beyond Borders, Triennale de Beaufort, Ostende, Belgique, juin.

2014
- Natura Lapsa, Le Confort Moderne (cur. Yann Chevallier et Laurent Le Deunff), Poitiers.
- Des hommes, des mondes, Collège des Bernardins, (cur. Alain Berland), Paris.

2013
- Eat the blue (project by Jagna Ciuchta), 116 Centre d'art contemporain de la ville de Montreuil, Montreuil.
- Les Pléiades, les 30 ans des FRAC, Les Abattoirs, Toulouse.

2012
- La demeure joyeuse II (cur. Anne Dressen), Galerie Francesca Pia, Zürich, Suisse.
- Air de Paris-Summer show, Eleven Columbia, Monaco.
- Ghosts Off The Self (cur. Thibaut de Ruyter), Kunstraum Kreuzberg/Bethanien, Berlin, Allemagne.

2011
- De la neige en été, Confort Moderne, Poitiers, Carrière de Normandoux.

2009
- L’écotone, La Station, Nice.
- La Suite, Air de Paris, Paris.
- 1 + 2 + 3 + 4= 10, La Station @ CCNOA, Bruxelles.

2008
- Show Room, Air de Paris, Paris, décembre.
- Sans Titre (La Station), Carte blanche à La Station, Modules, Palais de Tokyo, Paris.
- Zapping Unit - Les petites formes, un projet de Marie Auvity et Keren Detton, Centre d’art contemporain de la Ferme du Buisson, Scène nationale de Marne-la-Vallée, Noisiel.
- Propositions lumineuses 2, Galerie Alain Gutharc, Paris.

2007
- Le syndrome de Broadway, le Commissariat in Parc Saint-Léger, Centre d’art contemporain, Pougues-les-Eaux, juin.

2006
- L’égosystème, La Station, Nice au Confort Moderne, Poitiers.
- La Station à La chambre blanche, Québec, Canada.
- Kit O’ Parts, La salle de bains au CAN, Neuchâtel, Suisse.

## Collections Publiques
- Fonds Régional d’Art Contemporain Poitou-Charentes, Angoulême, 2018.
- Centre National d’Art Contemporain, Paris, 2018.
- Fonds Régional d’Art Contemporain Corse, Corte, 2016.
- MuZEE, Ostende, Belgique, 2015.  . Von-der-Heydt-Museum, Wuppertal, Allemagne, 2014.
- Fonds Régional d’Art Contemporain Poitou-Charentes, Angoulême, 2008.
- Fonds National d’Art Contemporain, Paris.  . Fonds National d’Art Contemporain, Paris, 2008.
- Artothèque de Châtellerault, 2004.

## Publications (sélection)
- 20 ans de création sinon rien, ed. Flammarion, Livre d’art en collaboration avec la Fondation Ricard, Paris,  2018.
- Collaborations et co-création entre artistes, [ LM ], Réseau Canopé, Collection Maîtriser, Futuroscope, 2018.
- CONFORT MODERNE SHOW, Le Confort Moderne, Poitiers, 2017.
- Cat. MEDUSA, Bijoux et tabous, Musée d’art moderne de la Ville de Paris, Paris-Musées, Paris, 2017.
- 25/25/25, Kunststiftung NRW, Dusseldorf, 2015.
- Cat. Beyond Borders, Triennale de Beaufort, MuZEE, Ostende, Belgique, 2015.
- Exit Riviera, livre d’artiste, ed. The Bells Angels, Ville de Clichy-la-Garenne et Air de Paris, Paris, 2012.
- I GOT THE, monographie, contributions de Eva Svennung et textes de Jérôme Diacre, Éric Troncy et Joseph Mouton Un, Deux…Quatre Éditions, Clermont-Ferrand ; en partenariat avec Air de Paris, Paris ; En attendant les cerises Productions et Le Confort Moderne, Poitiers ; La Box et Le Transpalette, Bourges ; La Salle de bains, Lyon, 2007.
- Art contemporain et lien social, Jill Casparina, ed. Cercle d’art, Paris, 2007.
- Cat. L’égosystème, ed. La Station, Nice/Le Confort Moderne, Poitiers, 2006.
- Ingrid Luche, texte de Cyril Jarton, ed. La Station, Nice et  Ulisse Calipso, Naples, 2005.
- OTEL otel, texte de Kathy Alliou, publication de l’École d’arts plastiques de Châtellerault, 2004.
- Cat. Lee 3 Tau Ceti Central Armory Show, ed. Villa Arson, Nice, 2004.
- Un Art Contextuel, Paul Ardenne, ed. Flammarion, Paris, 2002.
- 49/3, #1, summer 01, ed. Les Presses du réel, Dijon, 2001.
- Cat. Heiligenkreuzerhof, texte de Maxime Matray, ed. Villa Arson, Nice, 1997.
- Ingrid Luche, Ulrich Strothjohann, Harald F. Müller, cat. Magazin 4-Vorarlberger Kunstverein, Bregenz, 1997.
- Ingrid Luche, Galerie la tête d’Obsidienne, Fort Napoléon, La Seyne-sur-Mer et Villa Arson, Nice, 1995.